# Khong Chiam
Khong Chiam (Thai: โขงเจียม) is een plaats in de amphoe Khong Chiam in changwat Ubon Ratchathani. De plaats ligt bij de plek waar de Mun uitmondt in de Mekong. Het wordt ook wel de "tweekleurige rivier" genoemd. Khong Chiam ligt tegen de grens met Laos aan.

## Tempels
- Wat Khong Chiam
- Wat Tham Khu Ha Sawan

## Bron
- Rough Guides Thailand, ISBN 978 90 475 1233 2